# Георги Михайлов (преводач)
Вижте пояснителната страница за други личности с името Георги Михайлов.
Георги Иванов Михайлов е български преводач.

## Биография
Георги Михайлов е роден на 23 ноември 1893 г. в София в семейство на лекар. Завършва Юридическия факултет на Софийския университет през 1915 г. Близък на кръга около Димчо Дебелянов. Работи като финансов инспектор, юрисконсулт и др. Пенсионира се през 1947 г. Редактира авиационното списание „Летец“, което награждава стихотворение на Никола Вапцаров – първата и единствена награда, получена от Вапцаров. Съредактор на сп. „Везни“ (1919 – 1920). Редактор на сп. „Страници за всички“ (1934). Член на Съюза на българските писатели. Умира на 26 март 1950 г. в София.

## Творчество
Автор на стихове и импресии в проза, приказки, фейлетони и статии. Публикува от 1911 г. в хумористичния вестник „Смях“. Печата във вестниците „Смях“, „Людокос“, „Българан“, „Червен смях“, „Щурец“, „Развигор“, сп. „Илюстрация Светлина“, „Маскарад“, „Наш живот“, „Родно изкуство“, „Везни“, „Хиперион“, сборниците „Българан“ (1922), „Вечеринки и утра“ (1930) и др. Заема важно място в историята на българската култура със своите поетични преводи. Публикува в отделни книги Едгар Алън По („Поеми“, 1919, 1926, 1945), „Прокълнати поети“ (1921, 1936, 1941), Артюр Рембо („Избрани произведения“, 1922), Оскар Уайлд („Флорентинска трагедия“, 1923), стихове на Франсоа Вийон, Жерар дьо Нервал, Шарл Ролина, Шарл Бодлер, Пол Верлен, Джордж Байрон, Пърси Биш Шели, Уолт Уитман, Михаил Лермонтов, Жул Ромен, Морис Метерлинк, Омир, Валерий Брюсов, Константин Балмонт, Юргис Балтрушайтис, Иван Жилкен и др. За преводите му пишат автори като Д. Б. Митов, Николай Райнов, Димитър Шишманов, Кръстан Дянков и др.